# پسر دریا
پسر دریا فیلمی به کارگردانی  و نویسندگی شاپور یاسمی محصول سال ۱۳۳۸ است.

## بازیگران
- منصور والامقام
- جواد تقدسی
- پروین
- علی زندی
- سوسن